# Pere Torné
Pere Torné i Esquius (San Martín de Provensals, 11 de mayo de 1879-Flavacourt, 26 de mayo de 1936) fue un pintor y dibujante español, englobado en el llamado posmodernismo catalán.

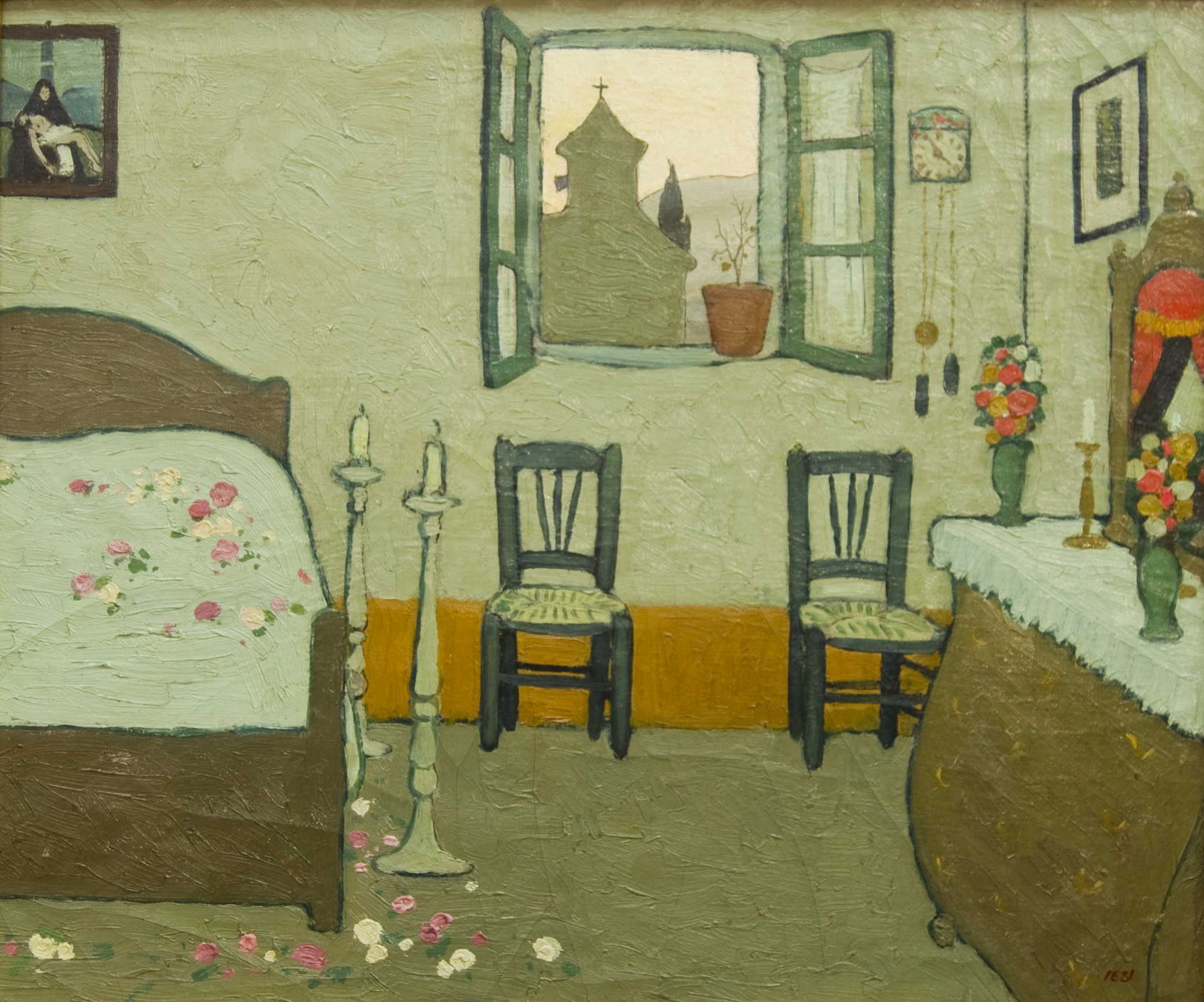
La habitación triste (1913), Biblioteca Museo Víctor Balaguer, Villanueva y Geltrú

Estudió en la Escuela de la Lonja de Barcelona. En 1903 expuso en la Sala Parés de Barcelona. En 1905 se instaló en París, donde expuso en el Salón de Otoño. Fue principalmente paisajista, con un estilo basado en la pintura popular catalana, algo naïf, con una técnica postimpresionista. También fueron frecuentes sus escenas de espacios interiores, como jardines, habitaciones o salas de estar, generalmente con ausencia de la figura humana. Más tarde evolucionó al novecentismo.
Como ilustrador, colaboró con numerosas revistas como las francesas Le Rire, Fantasio, La Vie parisienne o Le Courrier français; y las catalanas Empori, Papitu y Jordi. Destacan sus trabajos de ilustración de libros, como Les tenebroses de Rafael Nogueras Oller (1905) y Verger de les galanies de Josep Carner (1911). Reunió sus dibujos en un libro titulado Els dolços indrets de Catalunya (1910), prologado por Joan Maragall. También destacó en la ilustración infantil, como en las ediciones de los cuentos de Perrault en 1911 y los de Andersen en 1918, así como varias obras de Narcisa Freixas, como Cançons d'Infants (1906) y Piano infantil (1918).